# Ozphyllum kuranda
Ozphyllum kuranda är en insektsart som beskrevs av Rentz, D.C.F., Y. Su och Norihiro Ueshima 2007. Ozphyllum kuranda ingår i släktet Ozphyllum och familjen vårtbitare. Inga underarter finns listade i Catalogue of Life.